# Алонсо де Карденас
Алонсо де Карденас (исп. Alonso de Cárdenas; около 1423, Кордова или Оканья — 1 июля 1493, Льерена) — испанский дворянин и последний магистр Ордена Сантьяго, который около 1483 года построил замок Пуэбла-дель-Маэстре.

## Биография
Родившийся в Кордове или Оканье, он был сыном Гарсии Лопеса де Карденаса, главного командира Ордена Сантьяго в Леоне — сына одноименного комендадора Ордена Сантьяго из Соковоса и Марии Серон — и Марии Гарсии Осорио. Он женился на Леонор де Луна, племяннице констебля Альваро де Луна и родной дочери Родриго де Луна, приора — госпитальера Кастилии и Леона. У гистра была дочь от этого брака, Хуана де Карденас, жена Педро де Портокарреро, сеньора Могуэра и Вильянуэва-дель-Фресно, а также двое внебрачных детей, Педро, комендадора Хорначоса, и Леонор де Карденас.
Алонсо де Карденас оказал свои услуги католическим монархам в Войне за кастильское наследство (1476—1479), где под его командованием находился Гонсало Фернандес де Кордова, великий капитан, о котором он сказал после битвы при Ла-Альбуэра, что всегда видел его в лоб, в чем он был уверен по великолепию своих доспехов.
В течение своей жизни ему приходилось жить в непрерывных конфликтах, чтобы достичь и удержать власть, поскольку, находясь на пути к завершению Реконкисты, было меньше возможностей внести свой вклад в нее королям. По этой причине необходимо было бороться за власть более политическим путем. Он был магистром Ордена Сантьяго в два этапа: первый с 1474 по 1476 год и второй с 1477 по 1493 год.
Первый раз, когда Алонсо де Карденас стал магистром, был следствием маневра, совершенного его предшественником, Хуаном Пачеко, 1-м маркизом Вильены, который отказался от поста магистра в пользу своего сына Диего. Такое поведение было неправильным, поскольку магистром становились по выбору, а не по наследству. Этот процесс привел к борьбе за власть между рыцарями, которая привела к конфронтации между Родриго Манрике и самим Алонсо, что привело к моменту, когда было два мастера, и даже сам король Фернандо стал магистром Ордена. Но за свой вклад в войну против Португалии Алонсо, наконец, удалось получить звание главного магистра Ордена Сантьяго в капитуле, состоявшемся в Асуага в 1477 году, в скиту Сан-Себастьян, который позже будет называться монастырем Ла-Мерсед.
Другим примером конфликтов, которые он пережил, были конфликты между Орденом и графством Фериа, базирующимся в Сафре, которые привели Алонсо де Карденаса к противостоянию с сеньором Фериа недалеко от Хереса, после чего они достигли соглашения, в котором Орден должен был снести замок Лос-Сантос-де-Маймона, перестроенный несколько лет назад (в 1469 году мастером Сантьяго Хуаном Пачеко, маркизом Виллена).
У него также были конфликты с Энрике Пересом де Гусманом-и-Фонсекой, который хотел получить пост магистра, из-за чего он чувствовал себя обманутым и начал с ним войну. В 1475 году Алонсо де Карденас был вынужден укрыться в замке Херес-де-лос-Кабальерос, чтобы защитить себя от Энрике де Гусмана, герцога Медина-Сидония. Некоторое время спустя, в 1478 году, Алонсо де Карденас удивил его и завоевал Гуадальканаль, после чего Энрике де Гусману пришлось уступить, когда его призвали католические монархи. Уже будучи магистром Ордена, он сопровождал в таком качестве католических монархов во время завоевания Гранады.
После его смерти Орден Сантьяго по папскому разрешению перешел в королевские владения, поскольку после окончания Реконкисты рыцарям нечего было раздавать и не за что было сражаться.
Алонсо де Карденас скончался 1 июля 1493 года, и его могила находится в церкви Сантьяго-де-Льерена.